# 1991년 4월
| 1991년: 1월 · 2월 · 3월 · 4월 · 5월 · 6월 · 7월 · 8월 · 9월 · 10월 · 11월 · 12월 |

| <          | 1991년 4월  | 1991년 4월 | 1991년 4월 | 1991년 4월 | 1991년 4월 | >          |
| 일         | 월          | 화         | 수         | 목         | 금         | 토         |
|            | 1 2.17 신축 | 2 18 임인  | 3 19 계묘  | 4 20 갑진  | 5 21 을사  | 6 22 병오  |
| 7 23 정미  | 8 24 무신   | 9 25 기유  | 10 26 경술 | 11 27 신해 | 12 28 임자 | 13 29 계축 |
| 14 30 갑인 | 15 3.1 을묘 | 16 2 병진  | 17 3 정사  | 18 4 무오  | 19 5 기미  | 20 6 경신  |
| 21 7 신유  | 22 8 임술   | 23 9 계해  | 24 10 갑자 | 25 11 을축 | 26 12 병인 | 27 13 정묘 |
| 28 14 무진 | 29 15 기사  | 30 16 경오 |            |            |            |            |

| 아버지기일 편집하기 |

## 1991년4월 26일
- 명지대생 강경대 구타치사 사건이 발생하다.